# چارنووو-بیکی
چارنووو-بیکی (به لهستانی:  Czarnowo-Biki) یک روستا در لهستان است که در گمینا کولشه کوشچیلنه واقع شده‌است.